# Катувана (підрозділ окружного секретаріату)
Підрозділ окружного секретаріату Катувана — підрозділ окружного секретаріату округу Хамбантота, Південна провінція, Шрі-Ланка. Складається з 55 Грама Ніладхарі.